# Tiocianato de sodio
El Tiocianato de sodio es un compuesto químico fórmula NaSCN. Se emplea en la industria láctea como tratamiento antibacteriano de la leche (sistema de la lactoperidasa). En los primeros tratamientos históricos de la hipertensión se empleaba el isocianato de sodio. Sus efectos potencialmente tóxicos hicieron que en las primeras décadas del siglo XX fuera abandonado. Es empleado en química analítica generalmente como un test para detectar la presencia del ion Fe3+ en algunas muestras. Se emplea como adivivo para el hormigón como favorecedor de las mezclas. 

## Síntesis
Las sales de tiocinato se sintetizan mediante la fórmula:
8 NaCN  +  S8  →  8 NaSCN